# Isabel Mundry
Isabel Mundry   (Schlüchtern, 20 d'abril de 1963) és una compositora alemanya.
Isabel Mundry va néixer a Schlüchtern (Alemanya) el 1963. Va estudiar composició a la Universität der Künste Berlin i música electrònica, musicologia i història a la Technische Universität Berlin. De 1991 a 1994 va impartir classes a la Universität der Künste, i va continuar els seus estudis a Frankfurt amb Hans Zender; més endavant va investigar a l'IRCAM de París. A més de la seva activitat docent a Berlín, va desenvolupar cites docents a Zuric i a la Universitat de Música i Arts Escèniques de Frankfurt.
Isabel Mundry va ser la primera compositora resident de la Staatskapelle Dresden. Anteriorment havia ocupat un lloc similar al Festival Tong Yong, al Festival de Lucerna i al Teatre Nacional de Mannheim.
Les composicions de Mundry es caracteritzen per un llenguatge musical molt individualitzat, ple de variants i matisos: "Mai no es repeteix; cada vegada, els sons i les seqüències dels sons s'articulen de manera diferent." L'obra d'Isabel Mundry és actualment publicada per Breitkopf i Härtel.
Va ser una de les 10 millors compositores interpretades a la Internationalen Ferienkurse de Neue Musik entre 1946 i 2014.

## Premis
- Premi Boris Blacher de composició de la Universitat de les Arts de Berlín i Hochschule per Musik "Hanns Eisler"
- 1994 Busoni Award de l'Acadèmia de les Arts de Berlín
- Premi de música Kranichsteiner (de) del Darmstädter Ferienkurse
- 1996: Premi de la música de Schneider-Schott amb Moritz Eggert
- 2001: Premi compositor del premi de música Ernst von Siemens
- 2012: Premi Zender[8] amb Martin Zenck[9]